# サンドウィッチマンのラジオやらせろ!
『サンドウィッチマンのラジオやらせろ!』は、2007年7月3日からせんだい泉エフエム放送（fmいずみ）にて放送されているサンドウィッチマン（仙台市泉区出身）によるラジオ番組である。同コンビにとって初のラジオ冠番組である。

## 概要
2007年にサンドウィッチマンがfmいずみに番組の企画を持ち込んだ事がきっかけで、「サンドウィッチマンのラジオやらせろ!（仮）」として2007年7月より開始。同年12月に若手漫才師日本一を決める大会「M-1グランプリ」に優勝した時点で、唯一のレギュラー番組だった。
収録は主に所属事務所であるグレープカンパニーで行い、1時間のトークを30分に編集した上で放送している。
2008年に発売されたCD「サンドウィッチマンのラジオやらせろ!（仮） ひと口ラジオ」は、彼らがノーギャラで契約、売上の一部が岩手・宮城内陸地震への寄付に使われる。2009年6月15日に彼らが村井嘉浩知事へ売上の一部として25万円を直接寄付した。
2009年6月16日放送では、番組タイトルを「サンドウィッチマンのラジオやらせろ!」に改題した事が発表された。

## ネット局と放送時間
2025年04月現在。放送時間を複数表記している放送局は下段が再放送。
| 放送局名                                | 放送局所在地                            | 放送時間                            | WEB配信  | 備考                                        |
| --------------------------------------- | --------------------------------------- | ----------------------------------- | -------- | ------------------------------------------- |
| fmいずみ                                | 宮城県仙台市泉区                        | 火曜18:30 - 19:00 土曜18:30 - 19:00 | CSRA・LR | 制作局 2023年3月までは火曜19:30-20:00だった |
| RADIO3                                  | 宮城県仙台市青葉区                      | 水曜23:00 - 23:30                   | LR       |                                             |
| Rakuten.FM TOHOKU                       | 宮城県仙台市宮城野区                    | 水曜22:00 - 22:30                   | 独自配信 |                                             |
| BAY WAVE                                | 宮城県塩竈市                            | 土曜22:30 - 23:00 月曜19:30 - 20:00 | LR       |                                             |
| ラジオ石巻                              | 宮城県石巻市                            | 木曜19:00 - 19:30                   | CSRA・LR |                                             |
| エフエムいわぬま                        | 宮城県岩沼市                            | 月曜19:30 - 20:00                   | JCBA     |                                             |
| ラヂオ気仙沼                            | 宮城県気仙沼市                          | 土曜19:30 - 20:00                   | LR       |                                             |
| H@!FM                                   | 宮城県登米市                            | 金曜9:30 - 10:00 土曜13:00 - 13:30  | JCBA     |                                             |
| なとらじ801                             | 宮城県名取市                            | 火曜21:30 - 22:00 日曜20:30 - 21:00 | CSRA・LR |                                             |
| FM AZUR                                 | 青森県むつ市                            | 月曜18:30 - 19:00 日曜15:00 - 15:30 | JCBA     |                                             |
| BeFM                                    | 青森県八戸市                            | 土曜20:30 - 21:00                   | CSRA・LR |                                             |
| FMアップルウェーブ                      | 青森県弘前市                            | 日曜17:00 - 17:30                   | JCBA     |                                             |
| ラヂオもりおか                          | 岩手県盛岡市                            | 金曜19:00 - 19:30                   | CSRA・LR |                                             |
| みやこハーバーラジオ                    | 岩手県宮古市                            | 水曜19:00 - 19:30                   | CSRA・LR |                                             |
| FM One                                  | 岩手県花巻市                            | 木曜09:00 - 09:30                   | JCBA     |                                             |
| 秋田コミュニティー放送                  | 秋田県秋田市                            | 木曜18:00 - 18:30                   | -        |                                             |
| FMゆーとぴあ                            | 秋田県湯沢市                            | 水曜9:30 - 10:00 土曜22:30 - 23:00  | CSRA・LR |                                             |
| ラジオモンスター                        | 山形県山形市                            | 水曜16:30 - 17:00                   | JCBA     |                                             |
| おらんだラジオ                          | 山形県長井市                            | 水曜19:30 - 20:00                   | JCBA     |                                             |
| エフエムNCV                             | 山形県米沢市                            | 火曜21:00 - 21:30                   | JCBA     |                                             |
| ハーバーRADIO                           | 山形県酒田市                            | 金曜16:30 - 17:00                   | JCBA     |                                             |
| エフエム・ポコ                          | 福島県福島市                            | 土曜15:00 - 15:30                   | JCBA     |                                             |
| FMきたかた                              | 福島県喜多方市                          | 土曜12:30 - 13:00                   | JCBA     |                                             |
| FM-Mot.Com                              | 福島県本宮市                            | 日曜15:00 - 15:30                   | CSRA・LR |                                             |
| FM愛's                                  | 福島県会津若松市                        | 日曜18:00 - 18:30                   | JCBA     |                                             |
| ウルトラFM                              | 福島県須賀川市                          | 木曜19:30 - 20:00 土曜24:30 - 25:00 | JCBA     |                                             |
| SEA WAVE FMいわき                       | 福島県いわき市                          | 土曜21:30 - 22:00                   | CSRA・LR |                                             |
| ラヂオつくば                            | 茨城県つくば市                          | 日曜19:00 - 19:30                   | CSRA     |                                             |
| FMひたち                                | 茨城県日立市                            | 土曜17:30 - 18:00                   | CSRA・LR |                                             |
| グレープカンパニー公式YouTubeチャンネル | グレープカンパニー公式YouTubeチャンネル | 本放送翌週火曜更新                  | YouTube  | 2020年4月より配信                           |

## イベントなど
- 2008年1月26日には、イトーヨーカドー仙台泉店で番組の公開録音を行い、実質的な凱旋ライブとなった。2000名のリスナーが集まり、番組に村井嘉浩宮城県知事が出演し「みやぎ夢大使」の任命も行なわれた。
- 2009年に伊達みきお単独の仕事の都合で欠席。富澤たけし、マネージャーの林、フラットファイヴ構成作家の水野としあきで「トミーナイツ」を収録放送した。
- 2009年3月14日に「イオン仙台泉大沢ショッピングセンター（現・イオンタウン仙台泉大沢）」で公開録音が行われ、31日放送では観客とリスナーからの質問に答えた。吉川晃司のシャウトものまねをしている人物はかつて「ふとっちょ☆カウボーイ」とトリオ芸人「なごみ堂」を結成していた現サンドウィッチマンのマネージャーの林である[要追加記述]と公表された。
- 2009年4月28日・5月5日放送では、サンドウィッチマンの営業で前説担当が多い「ドラゴン番長」の太田寿郎がゲスト出演した。
- 2009年6月9日放送では100回記念として過去の放送を振り返り、吉川晃司が祝福のコメントと、「自身のシャウトものまねをしている人物がいる」と風の噂で聞いていたというメッセージを寄せた。
- 2009年6月23日放送まで富澤が選んだエンディングテーマは伊武雅刀のシングル「子供達を責めないで」であった。
- 2009年6月30日放送から富澤が選んだエンディングテーマは筋肉少女帯のアルバム「シーズン2」の「人間嫌いの歌」となった。
- 2017年6月27日放送で500回を迎えた。それを記念してfmいずみから公開生放送を実施。応募があったリスナーと生電話をする特別企画を放送。この日は予定放送時間を大幅に延長して20時45分まで放送された。また当日は 地元誌 地域みっちゃく生活情報誌 とみぃず！ で取材があり、同誌8月号にて3ページにわたる特集記事と表紙を飾った。
- 2023年5月9日放送で800回を迎えた。田中将大投手(東北楽天ゴールデンイーグルス)からのメッセージが放送された。

## CD
- サンドウィッチマンのラジオやらせろ!（仮） ひと口ラジオ